# Rodigo
Rodigo é uma comuna italiana da região da Lombardia, província de Mântua, com cerca de 5.023 habitantes. Estende-se por uma área de 41 km², tendo uma densidade populacional de 123 hab/km². Faz fronteira com Castellucchio, Ceresara, Curtatone, Gazoldo degli Ippoliti, Goito, Porto Mantovano.

## Demografia
| Variação demográfica do município entre 1861 e 2011                               |
|                                                                                   |
| Fonte: Istituto Nazionale di Statistica (ISTAT) - Elaboração gráfica da Wikipedia |